# Paweł Leśnowolski
Paweł Leśnowolski herbu Kolumna (zm. w 1632 roku) – starosta zatorski w latach 1593–1632), marszałek sejmiku zatorskiego 1627 roku.
Syn Marcina Leśnowolskiego (zm. 1592) kasztelana podlaskiego i Anny z Oborskich (zm. 1623), żonaty z Katarzyną ze Śmigielskich (zm. po 1635), 2 voto Krzysztofową Komorowską.
Stawił się na popis pospolitego ruszenia księstwa oświęcimskiego i zatorskiego pod Lwowem w październiku 1621 roku.